# Società italiana di storia della medicina

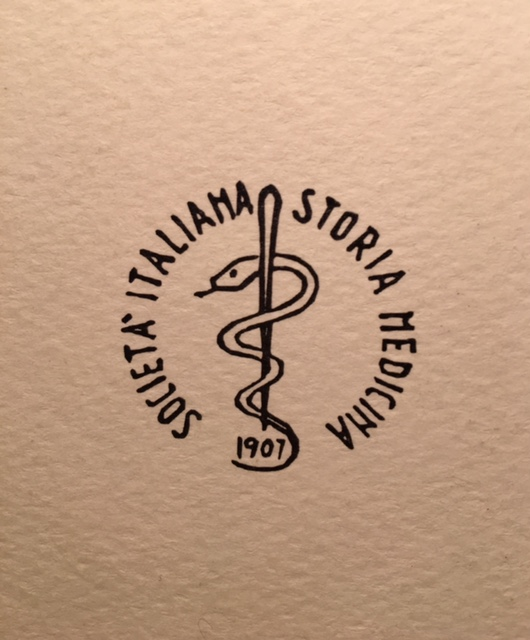
Logo ufficiale della Società Italiana di Storia della Medicina

La Società Italiana di Storia della Medicina è una associazione culturale medico-scientifica nata a Perugia nel 1907 con il nome di Società italiana di Storia critica delle Scienze Mediche e Naturali, fondata da un gruppo di cattedratici delle Università italiane con l'obiettivo di promuovere ed elevare la collaborazione nazionale tra i cultori di studi storici.

## La storia

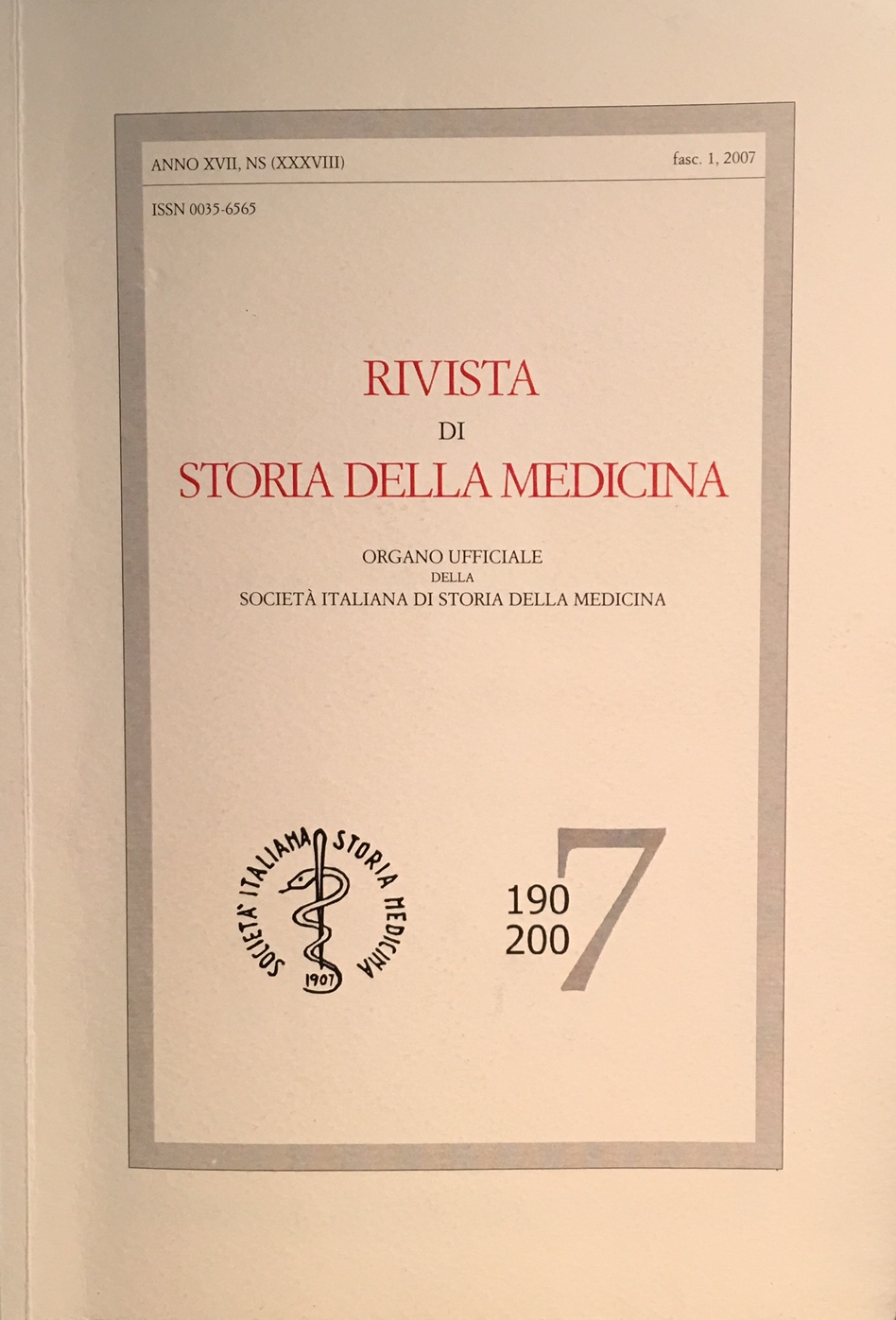
La copertina della Rivista di Storia della Medicina-Organo ufficiale della Società Italiana di Storia della Medicina

### Nascita ed evoluzione
La Società di Storia Critica delle Scienze Mediche e Naturali nasce a Perugia nel 1907 in seguito alla riunione indetta da un nucleo di professori universitari presieduto dal clinico medico romano Guido Baccelli, tenutasi dal 9 all'11 ottobre dello stesso anno. Facevano parte del gruppo Piero Giacosa (1853-1928), Giuseppe Albertotti (1851-1936), Giuseppe Bellucci (1844-1921), Modestino del Gaizo (1854-1921), Carlo Fedeli (1847-1921), Francesco Novati (1859-1915), Domenico Majocchi (1849-1929), Zeno Zanetti e Domenico Barduzzi (1847-1929).
Il tema della riunione fu incentrato su come istituire corsi d'insegnamento universitario di Storia delle Scienze. Tra il 22 e il 23 ottobre del 1908 si tenne a Faenza la seconda riunione, mentre la terza ebbe luogo a Venezia tra il 26 e il 28 settembre 1909. Il resoconto di queste prime riunioni venne trascritto in un volume di Atti contenenti le comunicazioni sostenute da tutti gli intervenuti. 
Un anno dopo, nel 1910, viene fondata la Rivista di Storia critica delle Scienze Mediche e Naturali che diviene così l'organo principale della Società, redatto dapprima trimestralmente e in seguito a scadenza bimestrale.  Dall'11 al 14 ottobre 1912 si tiene a Roma per la prima volta un Congresso Nazionale, rappresentativo della consacrazione di un'alleanza tra medici e naturalisti, accomunati dall'essere ricercatori di metodi e di pensieri, dall'antichità ai tempi moderni, i cui incontri sono realizzati in Castel Sant’Angelo a Roma. Durante questo periodo, la Società promuove riunioni annuali in seno alla Società Italiana per il progresso delle Scienze, riportando importanti comunicazioni all'interno del panorama della Storia della medicina. Nel 1914, in data 14 maggio, il Prof. Pietro Capparoni presenta, in udienza privata, a S.M. il Re Vittorio Emanuele III i lavori della Società, comprendenti informazioni riguardo alle prime cinque Annate della Rivista e gli Atti dei Convegni avvenuti a Perugia, Faenza, Venezia e Roma.
Il sereno progredire della Società viene però rallentato dallo scoppio della prima guerra mondiale, a causa della quale il corso dei lavori storico-scientifici vede la sua ripresa solo a pace avvenuta. ll 1916 è un anno cruciale e di lutto per la Società e per la Rivista, a causa della morte di Guido Baccelli, clinico medico dell'Ateneo romano e propugnatore dell'anatomismo clinico nell'esercizio ospedaliero, oltre che fautore dell'insegnamento della storia della medicina. Qualche anno più tardi, nel 1921 si tiene nella città di Anversa il Ier Congrès de L'Histoire de l'art de Guèrir al quale partecipa in rappresentanza dell'Italia Davide Giordano, intervenendo con una comunicazione su L'anatomie des vivants.
Nel 1922, viene indetto a Bologna il II Congresso Nazionale della Società, e lo Studio bolognese riceve molti apprezzamenti, tra gli altri motivi, per l'ottima organizzazione dell'evento. Nell'anno 1923 Andrea Corsini subentra al posto di Domenico Barduzzi nella direzione della Rivista; viene inoltre apportata una modifica al nome della Società dal quale viene eliso il termine “critica”. È in quegli anni presidente della Società italiana di Storia delle Scienze Mediche e Naturali l'ormai senatore Davide Giordano. Nel 1924 ad Abbazia, vicino a Fiume, si tiene l'Assemblea generale dei soci, nella quale vengono discusse questioni amministrative e relative all'ammissione di nuovi soci. Nella stessa occasione viene scoperto a Capodistria un busto in onore del celebre medico Santorio Santorio. Nel 1925, di nuovo a Venezia, si svolge dal 13 al 15 settembre il III Congresso Nazionale, caratterizzato dall'inaugurazione di una lapide in ricordo di Tommaso Rima (1775-1843), “ticinese, maestro insigne di chirurgia, che vide il movimento inverso del sangue”. Primo, tra le molteplici e interessanti comunicazioni del Congresso, è il discorso di Arturo Castiglioni su “il pensiero di Ippocrate”.
Il 1930 è un anno di grande importanza per la Società, che organizza a Roma dal 22 al 27 settembre l'VIII Congresso Internazionale di Storia della Medicina, che grazie al suo grande successo riesce a portare la Società Italiana ad una posizione di rilievo di fronte al mondo internazionale degli storici più importanti. Il 24 maggio 1931 il comune di Forlì, con la collaborazione della Società, pubblica un volume in memoria della traslazione del monumento del celebre patologo italiano Giovan Battista Morgagni dapprima collocato nella Corte del Palazzo degli Studi quindi spostato in piazza Morgagni. Nel 1932 ha luogo nella capitale rumena di Bucarest il IX Congresso Internazionale di Storia della Medicina (10-18 settembre), al quale partecipano in rappresentanza dell'Italia Davide Giordano, in veste di presidente della delegazione, e Pietro Capparoni.
Nel maggio 1933 si tiene a Roma il IV Congresso Nazionale della Società, che viene ospitato nell'Aula della clinica otorinolaringoiatrica dell'Università Romana. In seguito al Congresso vengono confermati per le cariche amministrative gli stessi componenti del 1930. Tra le diciassette comunicazioni raccolte negli Atti del Congresso risulta una ricerca di Giorgio Del Guerra, biochimico e storico della Medicina, in cui lo studioso attribuisce la prima preparazione e diffusione degli occhiali a un monaco domenicano degli ultimi anni del '200, il pisano Alessandro della Spina. Dal 23 al 29 settembre del 1935 si svolge a Madrid il X Congresso Internazionale di Storia della Medicina, al quale prende parte una fornita rappresentanza di storici autorevoli italiani. Nello stesso anno, Vincenzo Busacchi, futuro presidente della Società, pubblica nella Rivista un lavoro riguardante “la scoperta del termometro e l'evoluzione della termometria clinica”. Il 1936 è l'anno in cui la recentemente inaugurata Accademia di Storia dell'Arte Sanitaria si attesta come secondo Ente culturale di Storia della Medicina in Italia.
È proprio in questi anni che, grazie ai successi ottenuti dalla Storia della Medicina in campo accademico, la Società Italiana gode di una crescente importanza. Nel 1937 l'anatomista Luigi Castaldi, insieme a Umberto Tergolina Gislanzoni Brasco, farmacista di origini padovane, si incaricano della meritevole opera di raccogliere spunti di vita della Società e di sistemare l'indice per autore e per materia di tutte le pubblicazioni nella Rivista. Un anno dopo, nel 1938, in seguito all'emanazione delle Leggi razziali fasciste, il Vicepresidente della Società Arturo Castiglioni, in quanto ebreo, viene immediatamente destituito dal Consiglio Direttivo della Società. Agli inizi del 1939, ottengono il posto di Presidente e rispettivamente di Segretario Generale della Società Italiana di Storia della Medicina e delle Scienze Naturali il clinico ortopedico Vittorio Putti e il Prof. Luigi Castaldi, al posto dei professori Davide Giordano e Andrea Corsini. Il 21 maggio 1939 viene inaugurata – durante la celebrazione commemorativa a Siena – una lapide adorna di un medaglione bronzeo posto sulla facciata della casa in cui si era spento, nel 1929, Domenico Barduzzi, fondatore e presidente della Società Italiana di Storia delle Scienze Mediche e Naturali. Verrà invece inaugurato a Bologna un ricordo marmoreo a Domenico Majocchi, noto clinico e attivo socio all'interno della Clinica Dermosifilopatica.
Nel 1940 muore improvvisamente per un attacco di angina pectoris il presidente Vittorio Putti. La Seconda guerra mondiale ormai iniziata da cinque mesi, arreca conseguenze pesanti alla Società, che viene nuovamente colpita. Sarà il vicepresidente Andrea Corsini ad assumere le redini della Società, ruolo che verrà confermato per un ulteriore triennio dal Ministero dell'educazione nazionale nel 1941. È importante constatare che, nonostante l'asperità dei tempi, si riscontra all'interno del panorama scientifico un immutato interesse per le tematiche storico-mediche; tant'è che il presidente Andrea Corsini riesce, in virtù della sua tenacia, a far editare tre fascicoli della Rivista ufficiale oltre a indire un'adunanza generale annuale della Società nel 1942. Anche nel 1943, durante il terzo anno di guerra, il presidente confermerà questa tendenza pubblicando nel corso di tutto l'anno. Nonostante ciò, il terzo numero del 1943 incontrerà gravi difficoltà, riuscendo a essere pubblicato solo a guerra terminata, nel novembre del 1945.

## Dal secondo dopoguerra alla fine del XX secolo
Alla fine della Seconda guerra mondiale i danni e le difficoltà nelle comunicazioni sono ingenti, ma la rivista ha superato i suoi 37 anni di vita e comincia ad essere apprezzata anche all'estero. In seguito alla riunione sociale del 29 settembre 1946, viene eletto Presidente onorario il prof. Arturo Castiglioni. Nel 1947 la Società si trova di fronte a un nuovo lutto: Pietro Capparoni, primo segretario della Società fondata e primo direttore della Rivista viene a mancare. Nel 1949 si svolge a Milano il V Congresso nazionale di Storia delle Scienze Mediche e Naturali promosso dalla Società, inaugurato il 2 ottobre e presieduto da Arturo Castiglioni. In occasione di tale congresso si tiene, il 4 ottobre, anche la riunione sociale, al termine della quale viene confermato come presidente Andrea Corsini e come Presidenti onorari Arturo Castiglioni e Davide Giordano. Corsini può annunciare che la Rivista di Storia delle Scienze Mediche e Naturali, organo ufficiale della Società, è stata rilevata dalla celebre casa editrice Leo S. Olschki che se ne assume gli oneri finanziari e ne rinnova la grafica e la veste editoriale.
Il 21 gennaio 1953 muore a Milano un membro storico della società: il triestino Arturo Castiglioni. A questi viene dedicato buona parte del primo fascicolo della rivista del 1954: “In memoria di Arturo Castiglioni, 1874-1953”. 
La Società, oramai presieduta da Vincenzo Busacchi, vede a partire dal 1973 come vicepresidenti Luigi Belloni e Loris Premuda. Il 27 febbraio 1982 Loris Premuda viene eletto presidente della Società. Successivamente alla sua Presidenza, con l'ingresso a ruolo presidenziale dell'anatomista e storico dell'anatomia Gastone Lambertini, viene istituita la stampa di un Bollettino semestrale della Società, essendo stata sospesa la pubblicazione della Rivista già dal 1977.
Il 19 dicembre 1987 viene eletto Presidente il docente dell'Università bolognese Alberto Raffaele Bernabeo succeduto nel 1990 dal professor Enrico Coturri, affiancato da Clemente Puccini in veste di Vice-Presidente. L'anno 1991 viene marcato dall'uscita del primo fascicolo della Nuova Serie della Rivista della Società. Il 17 novembre del 1996 il Consiglio Direttivo della Società Italiana di Storia della Medicina elegge alla presidenza il professor Giuseppe Armocida.

## Lo Statuto
Il primo statuto della “Società Italiana di Storia della Medicina”, al tempo fondata sotto il nome di “Società Italiana di Storia critica delle scienze mediche e naturali”, venne redatto durante la riunione tenutasi a Perugia il 9 ottobre del 1907. Rivisto e aggiornato nel corso degli anni, troviamo la più recente versione dello Statuto in seguito all'approvazione dell'Assemblea riunitasi l'8 maggio 2008 a Bologna. 
L'Atto normativo regolamenta i fini, la corretta struttura e il funzionamento della Società, mettendo in ordine tutti i vari atti costitutivi, enti corporativi e territoriali, organi attraverso i quali illustra le leggi della fondazione.
Tra i principali articoli troviamo:
Art. 3 - Scopo
La Società Italiana di Storia della Medicina” (SISM) dal giugno 1956 prosegue nell'attività e negli scopi della Società Italiana di Storia delle Scienze Mediche e Natural, fondata nel 1907, e rientra nel novero delle Società scientifiche medico-chirurgiche. L'Associazione ha lo scopo di attuare, incrementare e diffondere le ricerche e gli studi di storia della medicina in tutti gli aspetti, vicende, problemi, protagonisti, anche in prospettiva interdisciplinare.
Art. 12 - Consiglio direttivo
Il Consiglio ha le funzioni di gestione ordinaria e straordinaria dell'Associazione nell'ambito delle linee generali fissate dall'Assemblea con esclusione tassativa di quelle funzioni che lo statuto o la legge riservano all'Assemblea.
Il Consiglio direttivo elegge nel suo seno, con votazione segreta:
-il Presidente;
-il Vicepresidente;
-il Segretario;
-il Tesoriere;
può decidere di unificare le cariche di Segretario e di Tesoriere.

## I presidenti
- Domenico Barduzzi (1907-1922)
- Davide Giordano (1923-1938)
- Vittorio Putti (1939-1940)
- Andrea Corsini (1941-1956)
- Adalberto Pazzini (1956-1965)
- Vincenzo Busacchi (1965-1982)
- Loris Premuda (1982-1985)
- Gastone Lambertini (1986-1987)
- Raffaele Bernabeo (1988-1990)
- Enrico Coturri (1991-1996)
- Giuseppe Armocida (1996-2016)
- Adelfio Elio Cardinale (2016- in carica)